# Marjan Lucas
Marjan Lucas (Swalmen, 1957) is een Nederlandse vredesactiviste en voormalig GroenLinks-politica.
Lucas studeerde tot 1983 psychologie aan de Radboud Universiteit Nijmegen en werkte vervolgens aan het departement vrouwenstudies tot 1989. Vanaf 1989 werkte ze in de Hoorn van Afrika bij de ondersteuning van de Somalische gemeenschap.
Gedurende de jaren 80 was Lucas daarnaast gemeenteraadslid voor Radikaal Links, een lokaal samenwerkingsverband van klein-linkse partijen en voorloper van GroenLinks, in Nijmegen. Zelf was Lucas afkomstig uit de CPN.
In 1994 werd Lucas door de partijraad ad-interim gekozen als partijvoorzitter van GroenLinks. Zij versloeg hiermee Maarten van Poelgeest, die de weinig succesvolle verkiezingscampagne van GroenLinks had geleid. Ze volgde Marijke Vos op die lid van de Tweede Kamer werd. In 1995 stelde zij zich op het partijcongres bij de verkiezing voor partijvoorzitter achter de kandidatuur van Ab Harrewijn. Lucas was tot 1998 vicevoorzitter van GroenLinks.
Tussen 1994 en 1999 werkte ze als regionaal coördinator bij Vluchtelingenwerk Nederland. Vervolgens werkte ze als internationale verbindingsofficier in Bosnië-Herzegovina, waar ze zich inzette voor de overlevers van de Genocide van Srebrenica.
Lucas is sinds 2001 verbonden aan het Interkerkelijk Vredesberaad als specialiste op het gebied van het conflict tussen India en Pakistan over Kasjmir.